# 2000 CD65
2000 CD65 är en asteroid i huvudbältet som upptäcktes den 3 februari 2000 av LINEAR i Socorro County, New Mexico.
Asteroiden har en diameter på ungefär 9 kilometer och den tillhör asteroidgruppen Themis.